# Sveriges fascistiska folkparti
Sveriges Fascistiska Folkparti var ett kortvarigt fascistiskt och senare nazistiskt politiskt parti, offentliggjort genom ett upprop i tidskriften Nationen den 3 september 1926.
Partiets aktiva medlemmar anses kollektivt ha utgjort Sveriges Fascistiska Kamporganisation, samt tidskriften Spöknippet vilket var SFKOs talorgan.